# Paprika Žitava
Le Paprika Žitava ou Žitavská paprika est une appellation d'origine protégée, indiquant une production spécifique de paprika rouge obtenue par broyage de fruits de poivre d'épices séchés qui sont récoltés dans la région de Podunajská nížina (dans les basses terres danubiennes). Il s'agit du premier produit alimentaire à obtenir une désignation AOP de la République slovaque, en 2014.

## Caractéristiques
L'épice est un paprika doux, fabriqué en broyant les fruits de poivre séché. Celles-ci sont cueillies intactes à maturité et subissent un traitement spécial après récolte. La couleur orange rougeâtre intense caractéristique est conférée au paprika lors de la dernière étape de broyage; une «pierre colorante» spéciale applique une pression sur le mélange, provoquant une élévation de température.  L'huile contenue dans les graines est libérée, entraînant le changement de couleur. 
Les pigments et les sucres contenus dans le paprika lui donnent le goût et la couleur rouge intense, tous deux caractéristiques de l'AOP .

## Aire géographique de protection
Le nom du paprika est dérivé de la vallée de la rivière Žitava, où les poivrons ont été cultivés pour la première fois. Leur zone de culture s'est depuis étendue à travers les basses terres danubiennes, mais le nom demeure.

## Histoire
Il existe une tradition centenaire de culture et de transformation des poivrons Capsicum dans les basses terres danubiennes. Paprika Žitava est représentatif de cette tradition.
Depuis 2020, ce paprika est l'un des cinq types qui ont obtenu une appellation d'origine protégée en Europe.